# Daniel Henshall
Daniel Henshall (Sydney, 9 agosto 1982) è un attore australiano.

## Biografia
È conosciuto soprattutto per il ruolo del serial killer John Bunting nel film Snowtown, o per quello di Freddy nel film These Final Hours - 12 ore alla fine. Ha partecipato anche al film Babadook nel ruolo di Robbie. Attualmente ricopre il ruolo di Caleb Brewster nella serie storica della AMC Turn: Washington's Spies.

## Filmografia

### Cinema
- Snowtown, regia di Justin Kurzel (2011)
- Any Questions for Ben?, regia di Rob Sitch (2012)
- Not Suitable for Children, regia di Peter Templeman (2012)
- These Final Hours - 12 ore alla fine (These Final Hours), regia di Zak Hilditch (2013)
- Around the Block, regia di Sarah Spillane (2013)
- Babadook (The Babadook), regia di Jennifer Kent (2014)
- Fell, regia di Kasimir Burgess (2014)
- Ghost in the Shell, regia di Rupert Sanders (2017)
- Okja, regia di Joon-ho Bong (2017)
- Acute Misfortune, regia di Thomas M. Wright (2018)
- Skin, regia di Guy Nattiv (2018)

### Serie TV
- All Saints – serie TV, episodi 10x19 (2007)

- Out of the Blue – serie TV, 66 episodi (2008)
- Rescue Special Ops – serie TV, episodi 2x8 (2010)
- Rake – serie TV, episodi 2x1 (2012)
- The Hamster Wheel – serie TV, episodi 2x5-2x6 (2012)
- Devil's Dust – serie TV, episodi 1x1-1x2 (2012)
- Mr & Mrs Murder – serie TV, episodi 1x4 (2013)
- The Beautiful Lie – serie TV, 6 episodi (2015)
- Turn: Washington's Spies (TURN) – serie TV, 40 episodi (2014-2017)
- In difesa di Jacob (Defending Jacob) – miniserie TV (2020)

### Cortometraggi
- Ragtime, regia di Burleigh Smith (2011)
- Bars and Tone, regia di Ariel Martin (2011)
- Ricochet, regia di Laura Scrivano (2012)
- Dook Stole Christmas, regia di Jennifer Kent (2014)
- A Lovesong, regia di Laura Scrivano (2016)

## Doppiatori italiani
Nelle versioni in italiano delle opere in cui ha recitato, Daniel Henshall è stato doppiato da:
- Massimo Triggiani in Babadook, Clickbait
- Francesco Mei in These Final Hours - 12 ore alla fine
- Francesco De Francesco in Ghost in the Shell
- Paolo Vivio in Okja
- Alberto Franco in Skin
- Roberto Certomà ne In difesa di Jacob